# Обрыв (Крым)
Обры́в (до 1948 года Чумакары; укр. Обрив, крымскотат. Çumaq Qarı, Чумакъ Къары) — село в Симферопольском районе Республики Крым, входит в состав Перовского сельского поселения (согласно административно-территориальному делению Украины — Перовского сельского совета Автономной Республики Крым).

## Население
| 2001 | 2014 |
| ---- | ---- |
| 70   | ↗80  |

Всеукраинская перепись 2001 года показала следующее распределение по носителям языка
| Язык             | Процент |
| ---------------- | ------- |
| русский          | 78,57   |
| крымскотатарский | 12,76   |
| украинский       | 7,14    |

### Динамика численности
| - 1805 год — 126 чел. - 1864 год — 12 чел. - 1887 год — 40 чел. - 1892 год — 49 чел. - 1902 год — 59 чел. - 1915 год — 78/19 чел. | - 1926 год — 84 чел. - 1939 год — 155 чел. - 1989 год — 81 чел. - 2001 год — 70 чел. - 2009 год — 58 чел. - 2014 год — 80 чел. |

## Современное состояние
В селе 6 улиц, площадь, занимаемая селом, по данным сельсовета на 2009 год, 21,5 гектаров, на которой в 22 дворах числилось 58 жителей.

## География
Село Обрыв расположено в самом центре района, фактически — юго-восточная окраина Симферополя, на первом гребне Внутренней гряды Крымских гор, практически слившись с селом Новониколаевка, высота центра села над уровнем моря — 379 м. Транспортное сообщение осуществляется по региональной автодороге 35Н-557 протяжённостью 1,2 км.

## История
Первое документальное упоминание села встречается в Камеральном Описании Крыма… 1784 года, судя по которому, в последний период Крымского ханства Джимекары  входил в Акмечетский кадылык Акмечетского каймаканства. После присоединения Крыма к России (8) 19 апреля 1783 года, (8) 19 февраля 1784 года, именным указом Екатерины II сенату, на территории бывшего Крымского Ханства была образована Таврическая область и деревня была приписана к Симферопольскому уезду. После Павловских реформ, с 1796 по 1802 год, входила в Акмечетский уезд Новороссийской губернии. По новому административному делению, после создания 8 (20) октября 1802 года Таврической губернии, Чумакары были включены в состав Эскиординской волости Симферопольского уезда.
По Ведомости о всех селениях в Симферопольском уезде состоящих с показанием в которой волости сколько числом дворов и душ… от 9 октября 1805 года в деревне Чумак-Кары числилось 18 дворов, 92 крымских татарина и 24 цыгана. На военно-топографической карте генерал-майора Мухина 1817 года Чумекары обозначен с 21 двором. После реформы волостного деления 1829 года Чумак-Кары, согласно «Ведомости о казённых волостях Таврической губернии 1829 года», остался в составе преобразованной Эскиординской волости. На карте 1836 года в деревне 17 дворов. Затем, видимо, вследствие эмиграции крымских татар в Турцию, деревня опустела и на карте 1842 года Чумакары обозначен условным знаком «малая деревня», то есть, менее 5 дворов.
В 1860-х годах, после земской реформы Александра II, деревню приписали к Мангушской волости. В «Списке населённых мест Таврической губернии по сведениям 1864 года», составленном по результатам VIII ревизии 1864 года, Чумакары — владельческая татарская деревня, с 4 дворами, 12 жителями и мечетью при колодцах (на трёхверстовой карте 1865—1876 года в деревне Чумакары 7 дворов). В «Памятной книге Таврической губернии 1889 года», по результатам Х ревизии 1887 года, записаны Чумыкары с 8 дворами и 40 жителямим.
После земской реформы 1890-х годов деревню передали в состав новой Подгородне-Петровской волости. По «…Памятной книжке Таврической губернии на 1892 год» в деревне Чумакары, входившей Подгородне-Петровское сельское общество, числилось 49 жителей в 15 домохозяйствах. На подробной карте 1892 года в деревне 8 дворов с русско-татарским населением. По «…Памятной книжке Таврической губернии на 1902 год» в деревне Чумакары, входившей в Подгородне-Петровское сельское общество, числилось 59 жителей в 10 домохозяйствах. По Статистическому справочнику Таврической губернии. Ч.II-я. Статистический очерк, выпуск шестой Симферопольский уезд, 1915 год, в деревне Чумакары Подгородне-Петровской волости Симферопольского уезда, числилось 7 дворов с татарским населением в количестве 78 человек приписных жителей и 19 — «посторонних», из которых 52 мужчины и 45 женщин. Жители владели 289 десятинами удобной земли. В хозяйствах имелось 10 лошадей и 3 коровы. Согласно списку 1915 года «…русских подданных из австрийских, венгерских или германских выходцев» землевладельцев, опубликованном в газете «Таврические губернские ведомости» в апреле 1915 года, при деревне Чумакары значатся владевшие участками усадебной земли Гешеле Иоганес Давидович — 693 квадратных сажени и Зайлер Регина Венделиновна — 1604 кв. саж..
После установления в Крыму Советской власти, по постановлению Крымревкома от 8 января 1921 года была упразднена волостная система и село включили в состав вновь созданного Подгородне-Петровского района Симферопольского уезда, а в 1922 году уезды получили название округов. 11 октября 1923 года, согласно постановлению ВЦИК, в административное деление Крымской АССР были внесены изменения, в результате которых был ликвидирован Подгородне-Петровский район и образован Симферопольский и село включили в его состав. Согласно Списку населённых пунктов Крымской АССР по Всесоюзной переписи 17 декабря 1926 года, в селе Чумакары Бор-Чокракского (переименованного указом ВС РСФСР № 619/3 от 21 августа 1945 года в Заводской) сельсовета Симферопольского района, числилось 16 дворов, из них 14 крестьянских, население составляло 84 человека. В национальном отношении учтено 80 русских, 2 украинцев и 2 чеха. По данным всесоюзной переписи населения 1939 года в селе проживало 155 человек.
В 1944 году, после освобождения Крыма от фашистов, 12 августа 1944 года было принято постановление № ГОКО-6372с «О переселении колхозников в районы Крыма» и в сентябре 1944 года в район приехали первые новосёлы (214 семей) из Винницкой области, а в начале 1950-х годов последовала вторая волна переселенцев из различных областей Украины. С 25 июня 1946 года Чумакары в составе Крымской области РСФСР. Указом Президиума Верховного Совета РСФСР от 18 мая 1948 года, Чумакары переименовали в Обрыв. 26 апреля 1954 года Крымская область была передана из состава РСФСР в состав УССР.
В 1957 году, в связи с расширением административных границ Симферополя, село Заводское перешло в ведение горисполкома, Заводской сельсовет был упразднён и преобразован в Перовский, которому подчинили Обрыв (в котором село состоит всю дальнейшую историю). Указом Президиума Верховного Совета УССР «Об укрупнении сельских районов Крымской области», от 30 декабря 1962 года Симферопольский район был упразднён и село присоединили к Бахчисарайскому. 1 января 1965 года, указом Президиума ВС УССР «О внесении изменений в административное районирование УССР — по Крымской области», вновь включили в состав Симферопольского. По данным переписи 1989 года в селе проживал 81 человек. С 12 февраля 1991 года село в восстановленной Крымской АССР, 26 февраля 1992 года переименованной в Автономную Республику Крым. С 21 марта 2014 года в составе Крыма аннексировано Россией.